# Härnevi distrikt
Härnevi distrikt är ett distrikt i Enköpings kommun och Uppsala län. 
Distriktet ligger norr om Enköping. 

## Tidigare administrativ tillhörighet
Distriktet inrättades 2016 och utgörs av socknen Härnevi i Enköpings kommun.
Området motsvarar den omfattning Härnevi församling hade vid årsskiftet 1999/2000.